# موردی (جهرم)
موردی روستایی است در شهرستان جهرُم در استان فارس ایران.
این روستا در دهستان جلگاه در بخش مرکزی شهرستان جهرم قرار دارد.